# Мале Старосілля
Ма́ле Старосі́лля — село в Україні, у Черкаському районі Черкаської області, у складі Балаклеївської сільської громади. У селі за даними перепису 2001 року мешкало 915 людей. Через село протікає річка Балаклійка.

## Населення

### Мовний склад
Рідна мова населення за даними перепису 2001 року:
| Мова       | Чисельність, осіб | Доля     |
| ---------- | ----------------- | -------- |
| Українська | 891               | 97,38 %  |
| Російська  | 24                | 2,62 %   |
| Разом      | 915               | 100,00 % |

## Постаті
- Силенко Семен Ілліч (1914 — після 1986) — підполковник РА, завідувач музею історії Української сільськогосподарської академії (1968—1983, 1985—1986 рр.)[3].

## Галерея

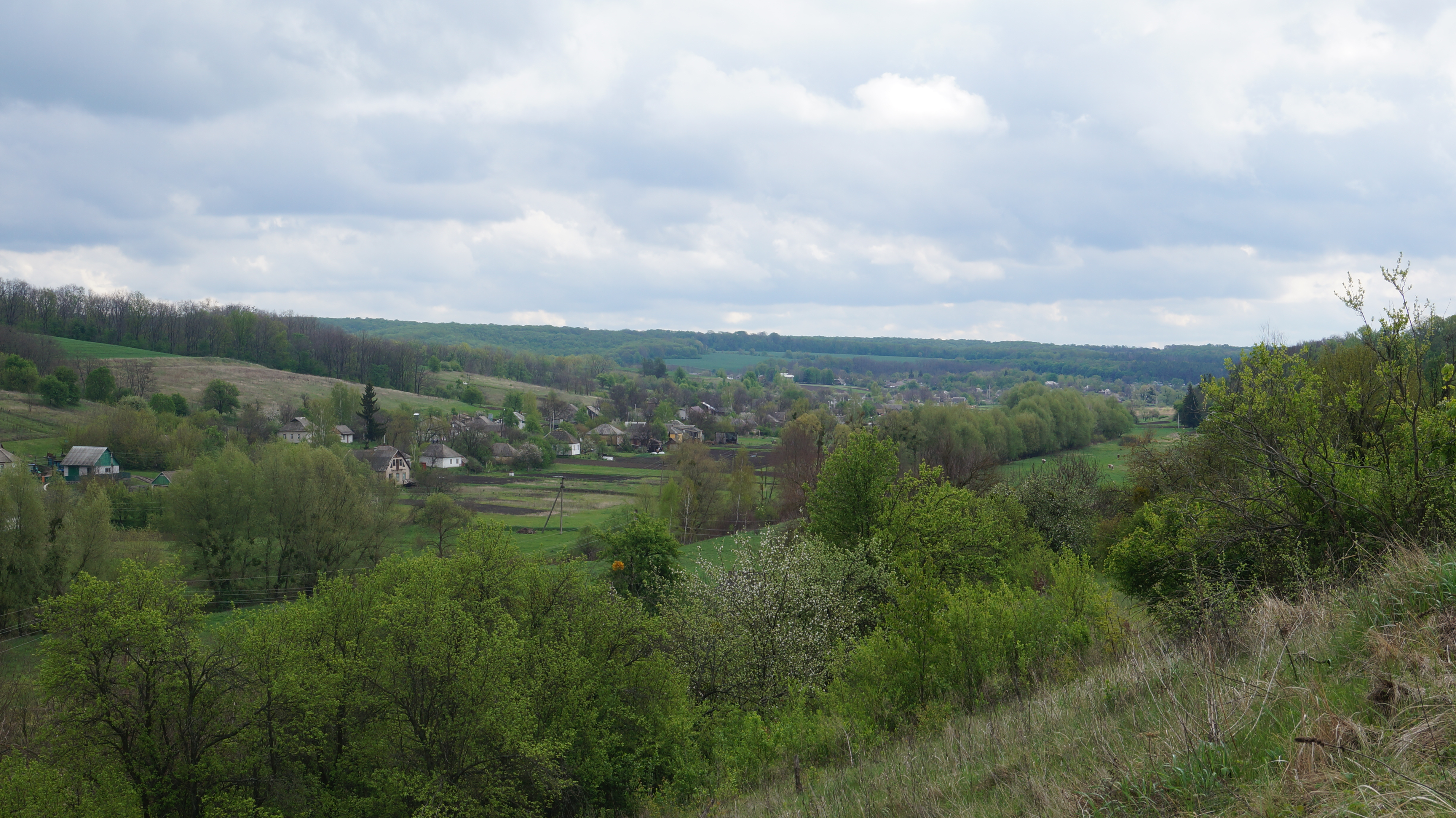
Краєвид села
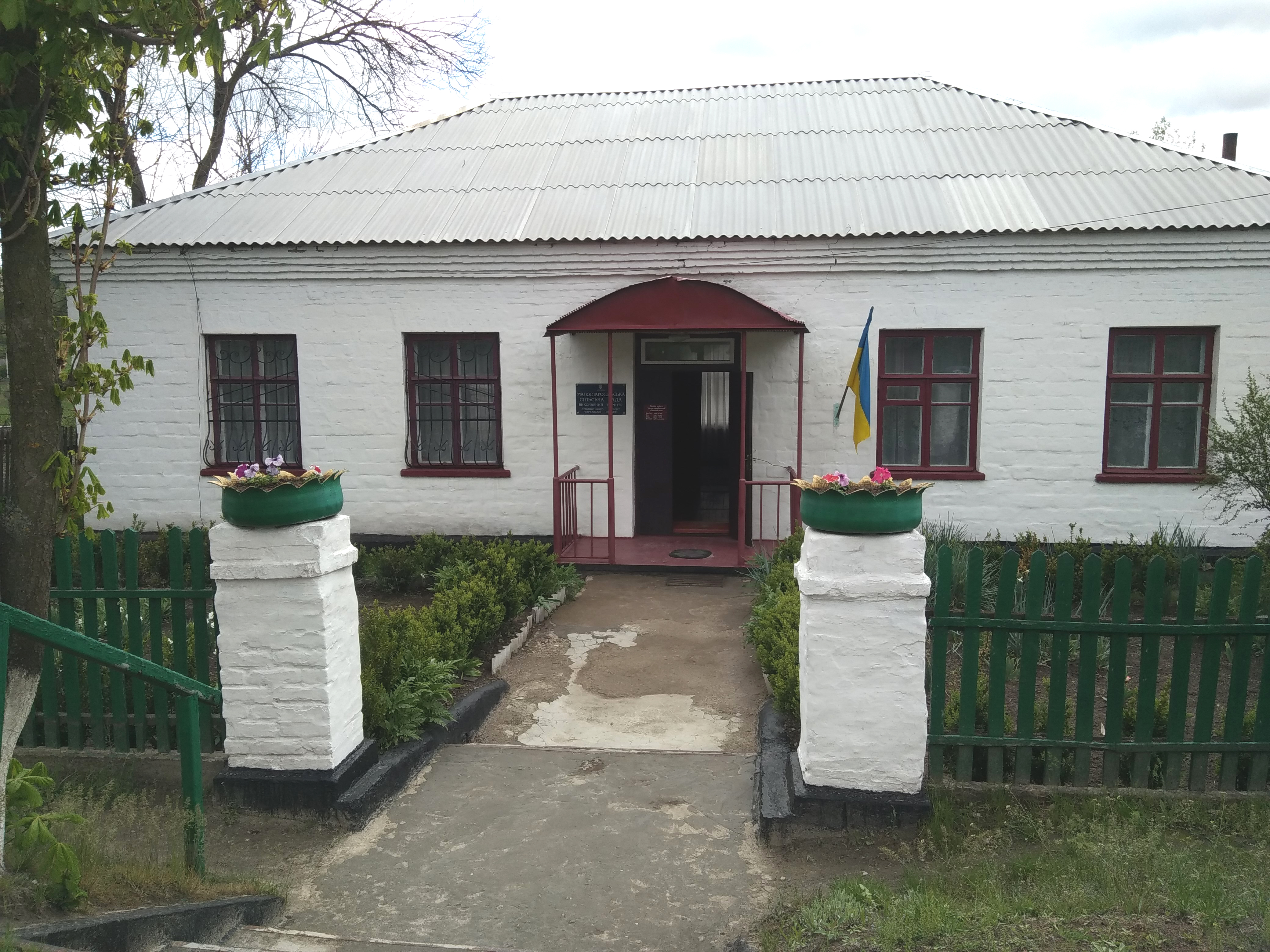
Сільська рада
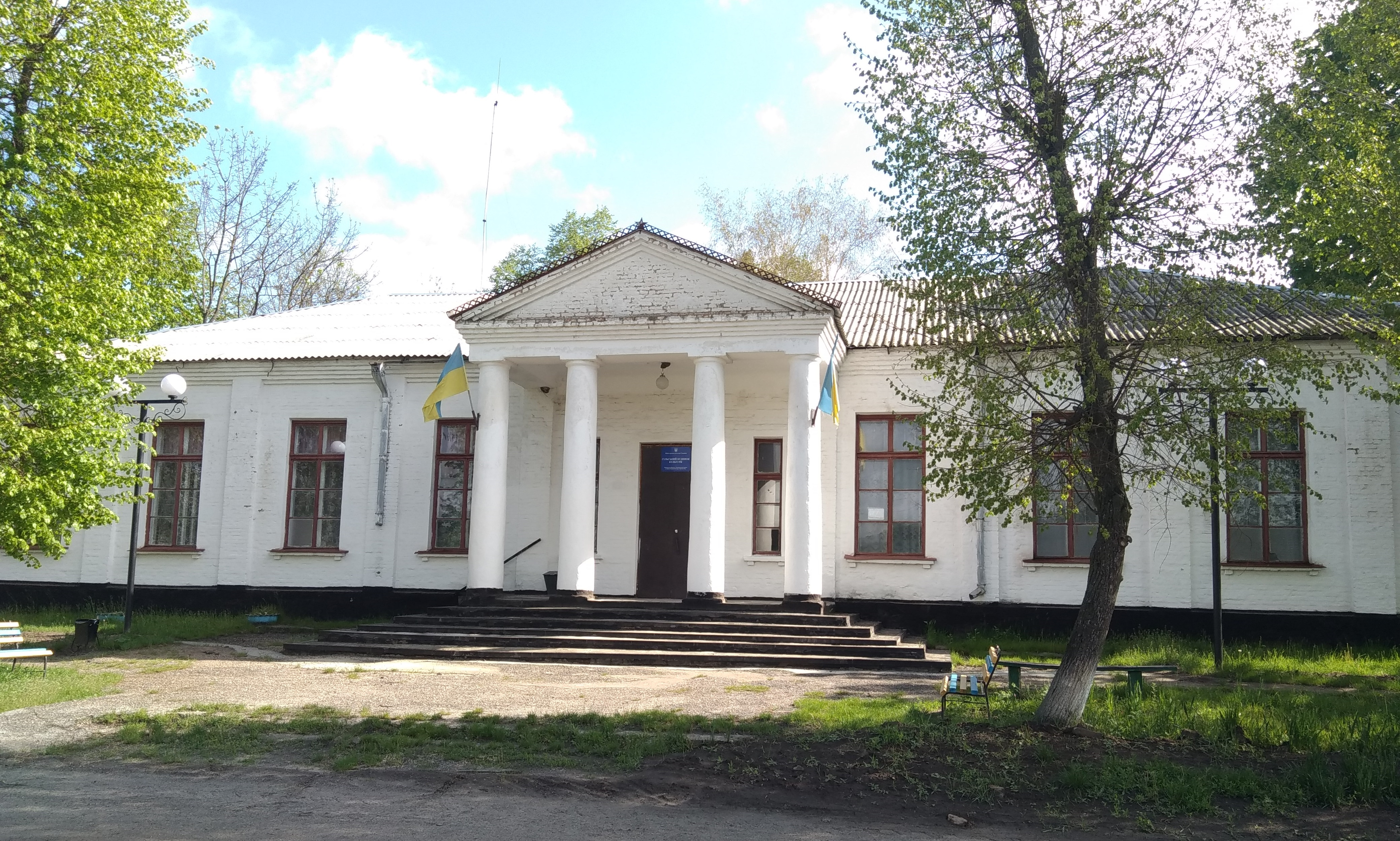
Будинок культури
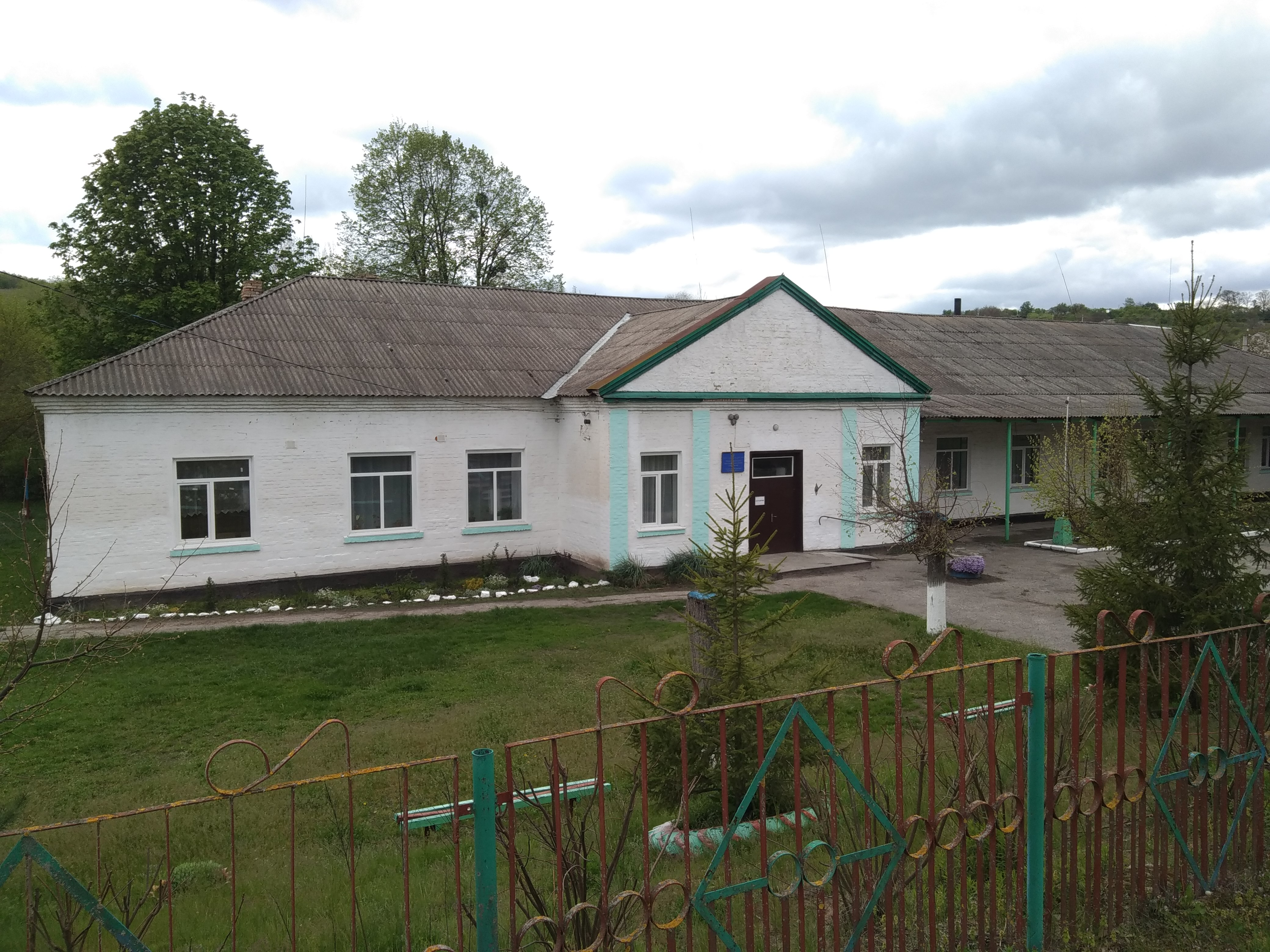
Школа
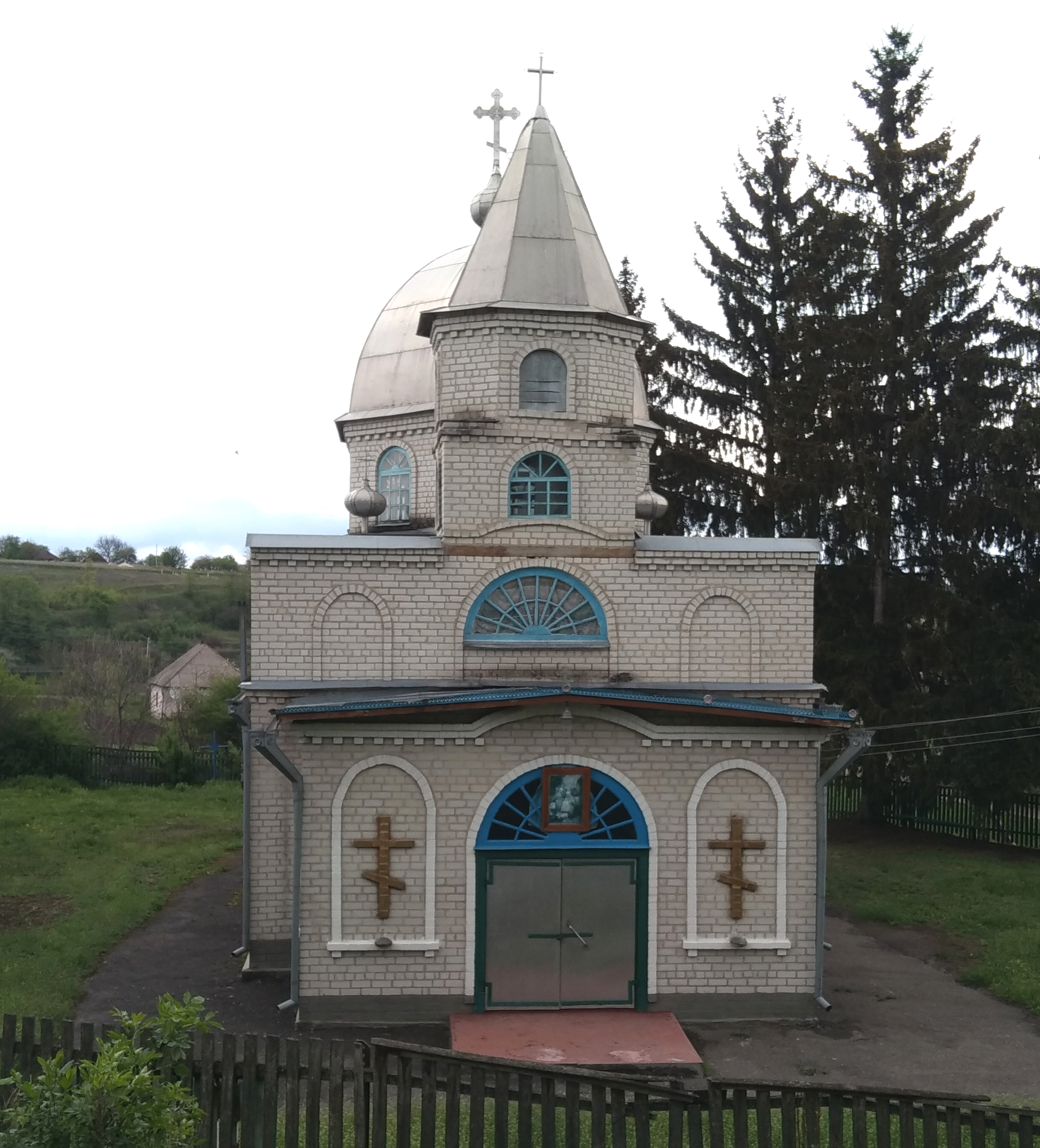
Церква
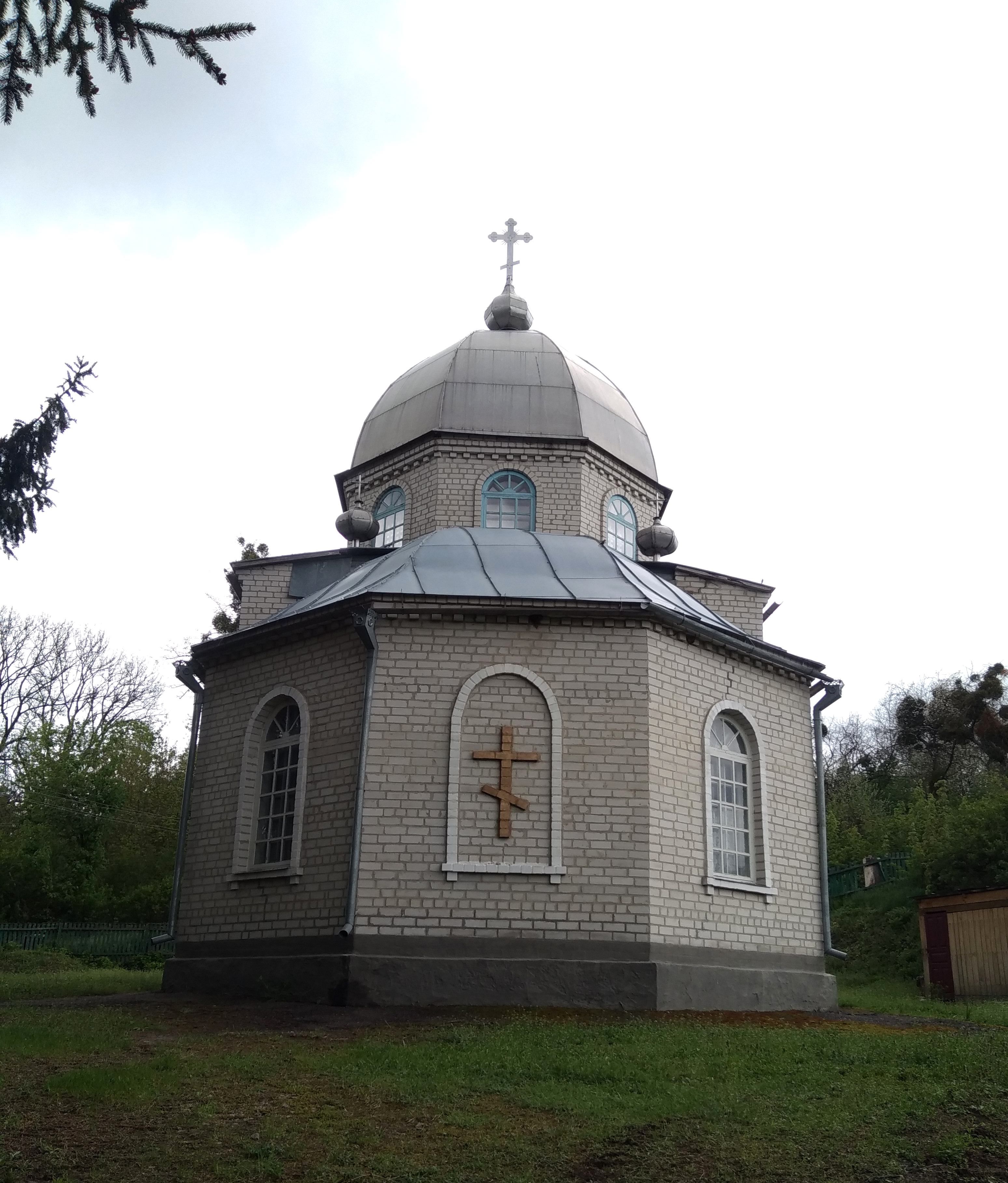
Церква
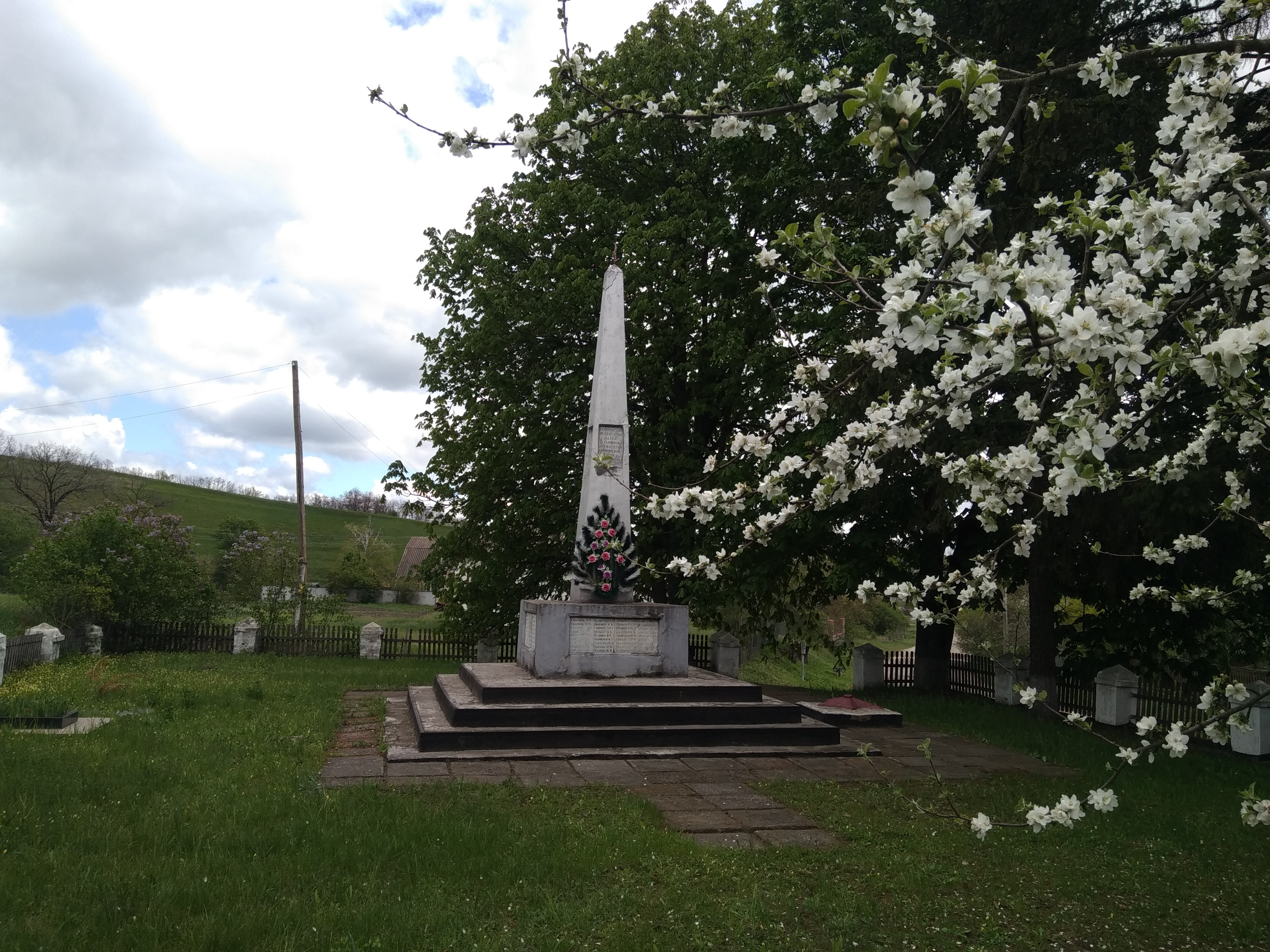
Пам'ятник воїнам-односельцям
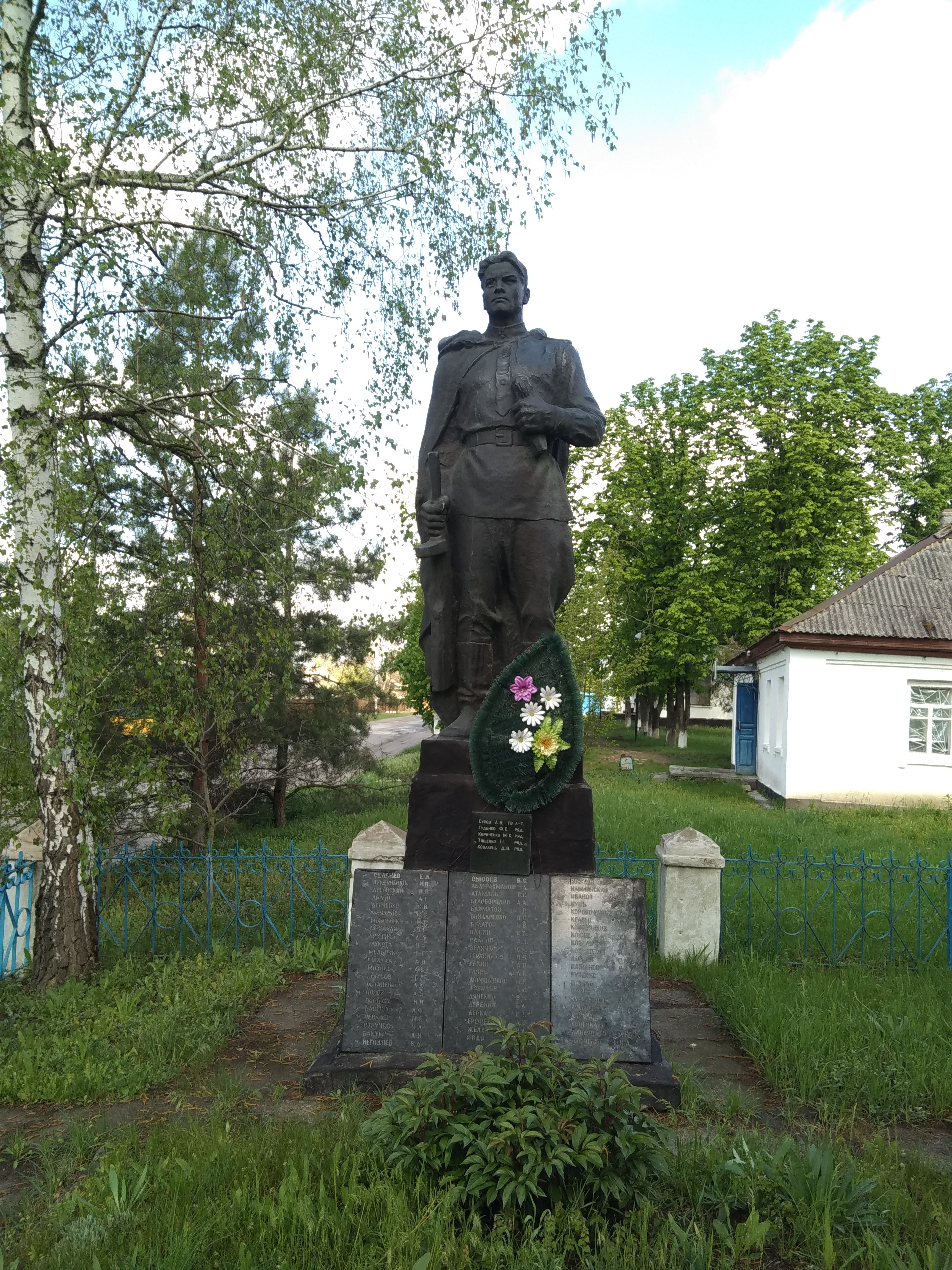
Братська могила воїнів, загиблих у II Світовій війні
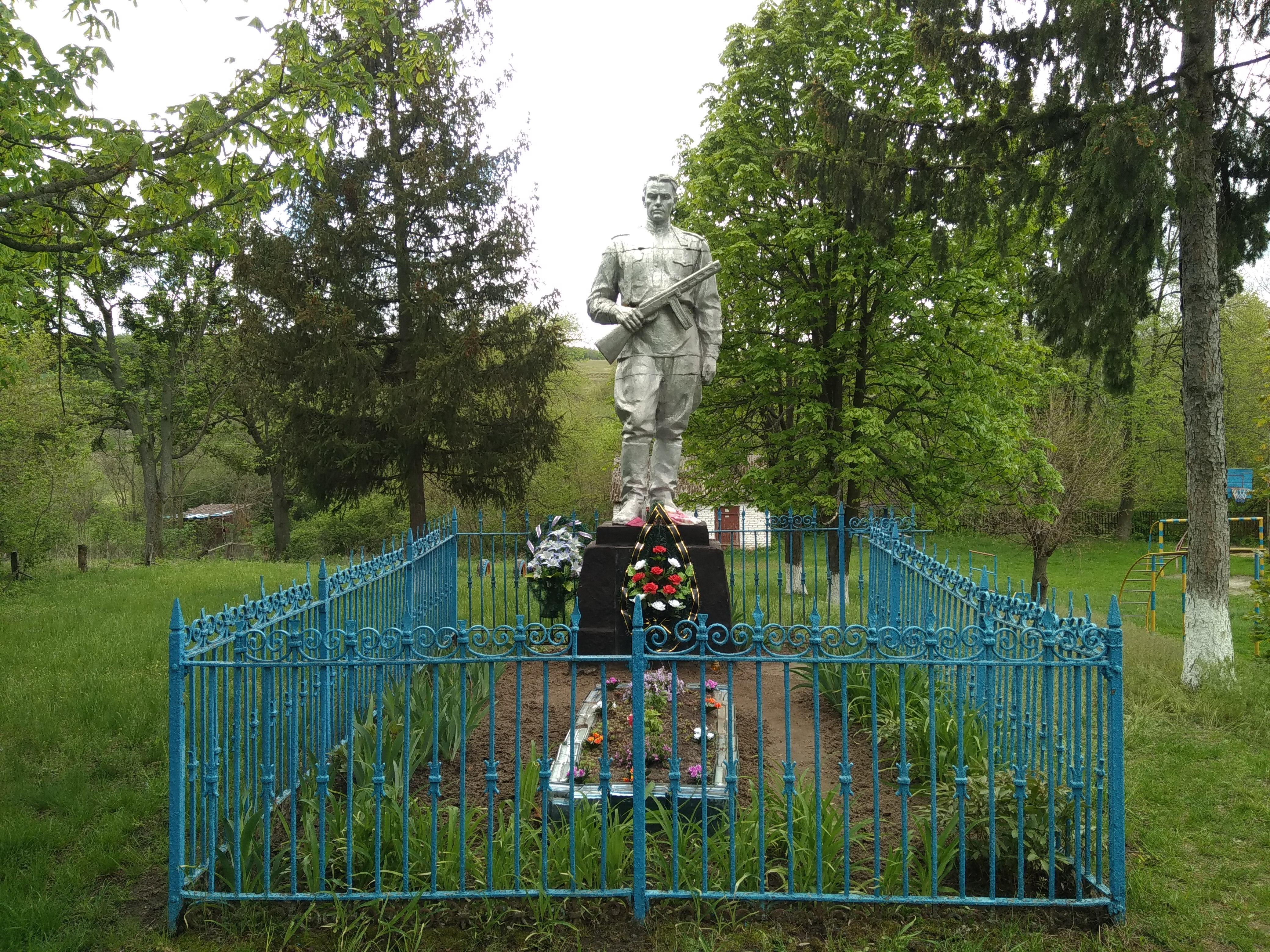
Братська могила воїнів, загиблих у II Світовій війні
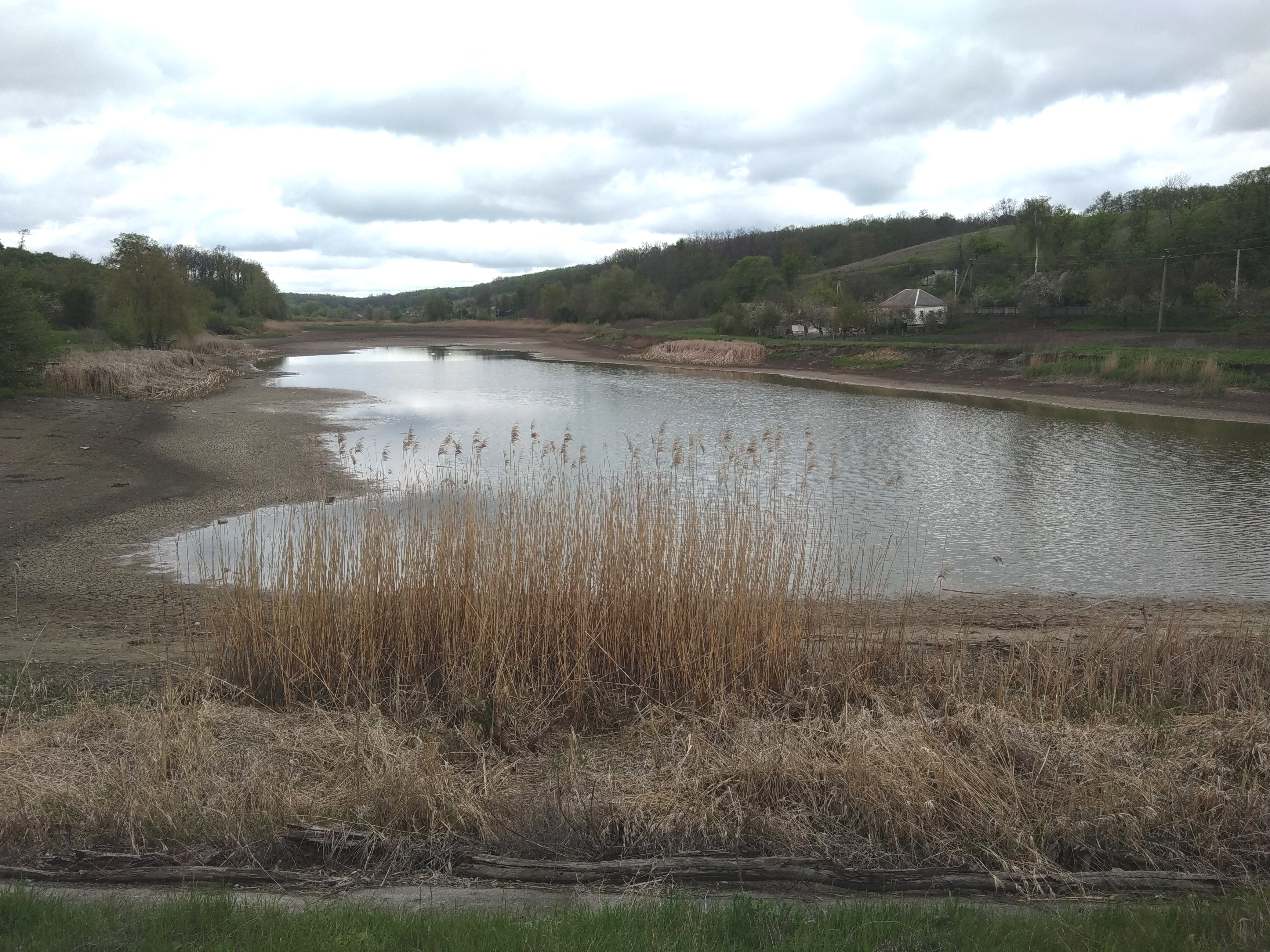
Ставок на р. Балаклійка, травень 2020